# Моїз Чомбе
Моїз Капенда Чомбе (фр. Moïse Kapenda Tshombe; 10 листопада 1919 — 29 червня 1969) — конголезький політик, прем'єр-міністр країни у 1964–1965 роках.

## Життєпис
Був представником народу лунда, родич верховного вождя племені. Народився в родині успішного конголезького бізнесмена, власника плантацій та готелів. Освіту здобував в американській місіонерській школі, потім учився на бухгалтера. У 1950-их роках придбав мережу магазинів у південній провінції Катанга та почав активно займатись політикою, заснувавши 1959 року партію CONAKAT, що виступала за широку автономію провінцій, до самого їх відокремлення від Конго.

### Правитель Катанги
Під час загальних виборів 1960 року CONAKAT установила контроль над провінційним парламентом Катанги. Після проголошення незалежності Бельгійського Конго 30 червня 1960 року та запеклої політичної боротьби, що одразу спалахнула та, зрештою, вилилась у масштабну громадянську війну, Чомбе у липні 1960 року проголосив незалежність Катанги від решти Конго.
У серпні того ж року Чомбе був обраний на пост президента самопроголошеної країни та розпочав провадити відверто пробельгійську політику. Для створення та навчання армії Катанги до провінції були запрошені бельгійські офіцери.
Патріс Лумумба, прем'єр-міністр Республіки Конго, попрохав про військову підтримку в ООН для припинення сецесіоністських тенденцій у Катанзі. ООН надала таку підтримку, однак миротворцям знадобилось два роки, щоб повернути провінцію під контроль центрального уряду.
У січні 1961 року Лумумбу, заарештованого у вересні 1960, відправили до Катанги. Невдовзі першого прем'єр-міністра було страчено. Відповідно до деяких джерел, Чомбе особисто віддав наказ про розстріл Лумумби та був присутнім при цьому. Інші джерела зазначають, що він намагався запобігти цьому вбивству, незважаючи на неприязнь до Лумумби.

### Прем'єр-міністр Конго
1963 року миротворчі сили ООН нарешті окупували Катангу, знову поширивши на неї владу уряду Жозефа Касавубу. Чомбе був змушений тікати спочатку до Північної Родезії, а потім — до Іспанії.
Однак за рік, у липні 1964, він повернувся до Конго, щоб зайняти запропонований йому пост прем'єр-міністра у новому коаліційному уряді країни. Під керівництвом Чомбе було розгромлено повстанський рух, у листопаді 1964 була ліквідована самопроголошена Народна республіка Конго — зі столицею у Стенлівілі (сучасний Кісангані). Однак на посаді прем'єр-міністра Конго Чомбе протримався трохи більше року: у жовтні 1965 президент Касавубу відправив його у відставку.

### Втеча і смерть
Наступного, 1966 року, новий правитель Конго Жозеф Мобуту, який прийшов до влади у листопаді 1965 в результаті військового перевороту, висунув проти Чомбе звинувачення у державній зраді, змусивши того знову втекти з країни й оселитись в Іспанії.
1967 року Чомбе був заочно засуджений до страти. 30 червня 1967 літак, в якому він летів, був захоплений Франсісом Боденаном. Літак приземлився в Алжирі, де Чомбе спочатку утримували у в'язниці, а потім помістили під домашній арешт до самої його смерті від серцевого нападу 29 червня 1969 року.
Тіло Чомбе було перевезено до Брюсселя й поховано.